# Pedro Trujillo Miranda
Pedro Trujillo y Miranda (1875-1930) fue un escritor y periodista español emigrado a Cuba.

## Biografía
Nació en 1875 en la localidad canaria de La Laguna, en la isla de Tenerife.  Periodista, publicó obras como Alma cubana (Habana, 1903), Cepas y tripas cuentos de tabaquerías (Habana, 1903), Caridad del cobre (novela, 1912), Una noche de los mil y un cuentos (1916) y La novela del viajero (1916). Trujillo, que escribió en la revista habanera Islas Canarias, habría fallecido en 1930.